# The Rolling Stones Rock and Roll Circus (film)
The Rolling Stones Rock and Roll Circus è un film distribuito nel 1996 in formato VHS contenente lo spettacolo messo in atto l'11 dicembre 1968 dai Rolling Stones, rimasto inedito all'epoca. L'evento consiste in esibizioni di musica rock effettuate su una pista da circo in un'atmosfera circense con tanto di clown, acrobati e altri artisti circensi, incluse esibizioni da parte di celebri artisti quali The Who, Taj Mahal, Marianne Faithfull, e Jethro Tull, oltre agli stessi Stones. Partecipano anche John Lennon e Yōko Ono come parte dell'estemporaneo supergruppo chiamato "The Dirty Mac", insieme a Eric Clapton, Mitch Mitchell, e Keith Richards.

## Il film
Le riprese avrebbero dovuto essere mandate in onda dalla BBC in occasione del Natale 1968, ma i Rolling Stones cancellarono l'uscita dell'opera per ragioni mai del tutto chiarite. Una delle ipotesi più accreditate è quella che vorrebbe gli Stones scontenti della loro performance, e timorosi di sfigurare nel confronto con quelle degli ospiti (in particolare con quella degli Who).

### Origine e storia
Il progetto venne originariamente ideato da Mick Jagger come mezzo promozionale originale per distanziarsi dai convenzionali dischi e concerti. Jagger approcciò il regista Michael Lindsay-Hogg, che aveva già diretto video per due brani del gruppo, chiedendogli di realizzare un programma TV completo su di loro. Secondo quanto riferito da Lindsay-Hogg, l'idea di combinare musica rock e il circo fu una sua trovata.

### Riprese
Gli Stones e i loro ospiti si esibirono in un set circense realizzato nello studio televisivo Intertel (V.T.R. Services) Studio, di Wycombe Road, Wembley davanti ad un pubblico di invitati e con la collaborazione del personale del circo di Robert Fosset scritturato appositamente. Le esibizioni iniziarono alle 14:00 circa dell'11 dicembre 1968 proseguendo fino a notte inoltrata.
Si credette che molte delle scene girate fossero ormai andate perse fino al 1989, quando vennero ritrovati i nastri originali in un archivio. Le immagini furono restaurate e finalmente pubblicate in formato videocassetta nel 1996. Venne inoltre pubblicato un omonimo CD contenente le esibizioni dei vari musicisti, le introduzioni ai vari brani, e alcuni siparietti comici tra Jagger e John Lennon.

## Edizioni VHS/DVD
Nell'ottobre 1996, a quasi trent'anni dalla realizzazione, The Rolling Stones Rock and Roll Circus venne distribuito in VHS e laserdisc.
La versione in DVD venne pubblicata nell'ottobre 2004, con l'audio rimasterizzato in Dolby Surround. Il DVD include foto dello show, e contenuti extra con esibizioni "perdute", un'intervista a Pete Townshend, e tre diversi commenti audio.

### Tracce DVD
1. "Introduzione storica di David Dalton" - 0:33
2. "Mick Jagger's Introduction of Rock and Roll Circus" – 0:25
3. Entry of the Gladiators (Julius Fučík) – 0:55
4. "Mick Jagger's Introduction of Jethro Tull" – 0:11
5. Song for Jeffrey (Ian Anderson) – 3:26
  - Suonata dai Jethro Tull
6. "Keith Richards's introduction of The Who" – 0:07
7. A Quick One While He's Away (Pete Townshend) – 7:33
  - Suonata dagli Who
8. Over the Waves (Juventino Rosas) – 0:45
9. Ain't that a Lot of Love (Homer Banks/Willia Dean Parker) – 3:48
  - Suonata dai Taj Mahal
10. "Charlie Watts's Introduction of Marianne Faithfull" – 0:06
11. Something Better (Gerry Goffin/Barry Mann) – 2:32
  - Cantata da Marianne Faithfull
12. "Mick Jagger's and John Lennon's Introduction of The Dirty Mac" – 1:05
13. Yer Blues (Lennon/McCartney) – 4:27
  - Suonata dai The Dirty Mac
14. Whole Lotta Yoko (Yōko Ono) – 4:49
  - Suonata da Yōko Ono e Ivry Gitlis con i The Dirty Mac
15. "John Lennon's Introduction of The Rolling Stones"/Jumpin' Jack Flash – 3:35 (Jagger/Richards)
16. Parachute Woman – 2:59 (Jagger/Richards)
17. No Expectations – 4:13 (Jagger/Richards)
18. You Can't Always Get What You Want – 4:24 (Jagger/Richards)
19. Sympathy for the Devil – 8:49 (Jagger/Richards)
20. Salt of the Earth – 4:57 (Jagger/Richards)
21. "Titoli di coda", sulle note di Salt of the Earth (2:45)

### Contenuti extra DVD[11]
- Interview - Pete Townshend (18:26)
- Checkin' Up on My Baby (Sonny Boy Williamson) - Taj Mahal (5:39)
- Leavin Trunk (Sleepy John Estes) - Taj Mahal (6:28)
- Corinna (Taj Mahal, Jesse Ed Davis) - Taj Mahal (3:51)
- Brian Jones introduction of Julius Katchen /
Ritual Fire Dance - Julius Katchen (4:21)
- Sonata in C 1st Movement - Julius Katchen (2:11)
- Yer Blues TK2 Quad Split - The Dirty Mac (4:35)
- Bill Wyman's introduction of The Clowns /
The Clowns (2:01)
- Close, But No Cigar - John Lennon and Mick Jagger (0:43)
- Sympathy for the Devil (Fatboy Slim Remix Video) - The Rolling Stones (4:29)

## Curiosità
- Il concerto è l'unica ripresa filmata esistente del chitarrista dei Black Sabbath Tony Iommi come membro dei Jethro Tull. Iommi rimase ancora nel gruppo soltanto il tempo necessario ad esibirsi nello show degli Stones, per fare un favore personale a Ian Anderson mentre la band stava cercando un sostituto per l'uscente Mick Abrahams.